# Pedregulho
Pedregulho é um município brasileiro do estado de São Paulo. O município é formado pela sede, pelos distritos de Alto Porã, Igaçaba e Estreito e pelos povoados de Vila Primavera e Taquari.

## História

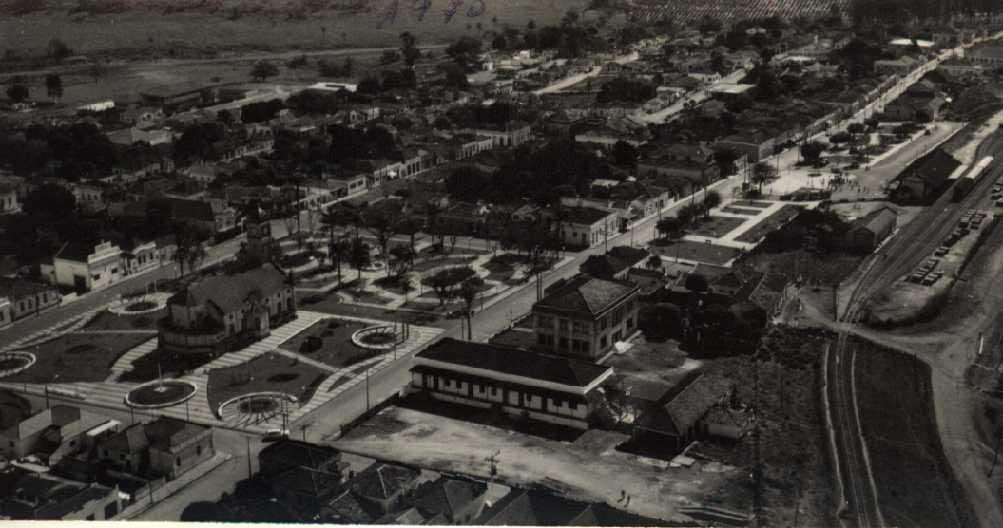
Vista panorâmica em 1970

Pedregulho foi fundada em 15 de agosto de 1897 (127 anos), pelos fazendeiros Major Antônio Cândido Branquinho, Capitão Elias Moreira e Tenente Salviano que eram donos das terras onde se instalaria uma estação ferroviária da Companhia Mogiana e consequentemente um povoado com o nome de Campo das Pindaíbas, devido a grande quantidade de Xylopia, popularmente conhecida como pindaíba, existente na região. O nome Pedregulho veio posteriormente devido a grande variedade de cascalhos, isto é, pedras de cores e tamanhos diferentes. O povoado de Pedregulho, foi elevado a condição de distrito do Município de Igarapava. Conquistando sua emancipação política em 18 de março de 1922. Tornando-se então município, tomando posse seu  primeiro prefeito eleito em 12 de março de 1922, Galeno Vilela de Andrade Silva.
A altitude de Pedregulho chega a 1.049 metros na região central, a 1.064 metros na região do bairro Bela Vista e a 1.089 metros no distrito de Alto Porã.

## Geografia
Localiza-se a uma latitude 20º15'25" sul e a uma longitude 47º28'36" oeste, estando a uma altitude de 1.049 metros. Sua população estimada em 2004 era de 15.643 habitantes. Fazem parte do município os distritos de:
- Alto Porã - a 1.089 metros, é um dos pontos mais altos do estado de São Paulo
- Igaçaba - além de estar às margens do Parque Estadual das Furnas do Bom Jesus, é a terra natal do ex-governador de São Paulo, Orestes Quércia e concentra o Morro Solteiro onde foram encontradas pinturas rupestres de 4 mil anos.
- Estreito - onde se localiza a Usina Hidrelétrica Luís Carlos Barreto de Carvalho, além de ser o distrito mais populoso com cerca de 1 mil habitantes.

O clima de Pedregulho é o tropical de altitude com invernos secos e verões brandos (Cwb na classificação de Köppen). No final de julho de 2013, o Centro Integrado de Informações Agrometeorológicas (CIIAGRO-SP) instalou uma estação meteorológica automática no município. Desde então a menor temperatura registrada em Pedregulho foi de 5 °C em 7 de julho de 2019 e a maior alcançou 38,2 °C em 16 de outubro de 2014, seguido por 38 °C em 4 de outubro de 2020. O maior acumulado de chuva em 24 horas atingiu 184,7 mm em 3 de março de 2016.
| Dados climatológicos para Pedregulho                                                              | Dados climatológicos para Pedregulho | Dados climatológicos para Pedregulho | Dados climatológicos para Pedregulho | Dados climatológicos para Pedregulho | Dados climatológicos para Pedregulho | Dados climatológicos para Pedregulho | Dados climatológicos para Pedregulho | Dados climatológicos para Pedregulho | Dados climatológicos para Pedregulho | Dados climatológicos para Pedregulho | Dados climatológicos para Pedregulho | Dados climatológicos para Pedregulho | Dados climatológicos para Pedregulho |
| Mês                                                                                               | Jan                                  | Fev                                  | Mar                                  | Abr                                  | Mai                                  | Jun                                  | Jul                                  | Ago                                  | Set                                  | Out                                  | Nov                                  | Dez                                  | Ano                                  |
| ------------------------------------------------------------------------------------------------- | ------------------------------------ | ------------------------------------ | ------------------------------------ | ------------------------------------ | ------------------------------------ | ------------------------------------ | ------------------------------------ | ------------------------------------ | ------------------------------------ | ------------------------------------ | ------------------------------------ | ------------------------------------ | ------------------------------------ |
| Temperatura máxima recorde (°C)                                                                   | 35,3                                 | 34,6                                 | 32,5                                 | 32,2                                 | 30,9                                 | 29,1                                 | 29,6                                 | 33,5                                 | 37,8                                 | 38,2                                 | 35,2                                 | 33                                   | 38,2                                 |
| Temperatura máxima média (°C)                                                                     | 27,5                                 | 28,1                                 | 27,8                                 | 26,7                                 | 24,9                                 | 24,2                                 | 24,4                                 | 26                                   | 27,1                                 | 27,8                                 | 27,7                                 | 27,4                                 | 26,6                                 |
| Temperatura mínima média (°C)                                                                     | 19,4                                 | 19,5                                 | 19,3                                 | 18,3                                 | 16,1                                 | 14,8                                 | 14,5                                 | 15,3                                 | 16,7                                 | 17,9                                 | 18,5                                 | 19                                   | 17,4                                 |
| Temperatura mínima recorde (°C)                                                                   | 15,2                                 | 16                                   | 16,7                                 | 9,8                                  | 7,3                                  | 8,6                                  | 5                                    | 5,5                                  | 8,4                                  | 10,2                                 | 12                                   | 15,4                                 | 5                                    |
| Precipitação (mm)                                                                                 | 312,6                                | 219,9                                | 186,3                                | 75,5                                 | 50,1                                 | 13,5                                 | 17,8                                 | 20,8                                 | 59,6                                 | 147,8                                | 195,6                                | 274,2                                | 1 573,7                              |
| Fonte: Jornal do Tempo (climatologia) e CIIAGRO-SP (recordes de temperatura: 26/07/2013-presente) |                                      |                                      |                                      |                                      |                                      |                                      |                                      |                                      |                                      |                                      |                                      |                                      |                                      |

### Rodovias
- SP-334

### Ferrovias
- Estrada de Ferro Vale do Bom Jesus[10][11]

### Demografia
Dados do Censo - 2010
População total: 15.700
- Urbana: 11.583
- Rural: 4.117
- Homens: 7.985
- Mulheres: 7.715

Densidade demográfica (hab./km²): 22,03
Mortalidade infantil até 1 ano (por mil): 18,1
Expectativa de vida (anos): 75,79
Taxa de fecundidade (filhos por mulher): 2,89
Taxa de alfabetização: 85,32%
Índice de Desenvolvimento Humano (IDH-M): 0,715
- IDH-M Renda: 0,75
- IDH-M Longevidade: 0,846
- IDH-M Educação: 0,89

(Fonte: IPEADATA)

## Infraestrutura

### Comunicações
O sistema de telefones automáticos foi inaugurado na cidade em 1979 pela Telecomunicações de São Paulo (TELESP), que também implantou o sistema de discagem direta à distância (DDD) em 1980 com o código de área (016), para padronização com o sistema telefônico das regiões de Ribeirão Preto e Franca.
A cidade possui uma rádio comunitária, Sociedade FM e no bairro de Estreito a Magia FM.

## Economia
A economia do município baseia-se basicamente na agropecuária, tendo como produto principal, o café, que devido à sua excelente qualidade, foi vencedor de prêmios estaduais de qualificação. A família Quercia possuí na cidade uma das mais reconhecidas fazendas de cafés especiais do Brasil, um projeto que integra produção, uma torrefação e ainda a maior loja a América Latina, esta localizada em São Paulo, a Octavio Café, para onde a família destina parte da produção. O restante é exportado para vários países. Além dos prêmios de qualidade da O'Coffee, pertencente à família Quercia, também a  agricultora Fernanda Maciel obteve prêmios em concursos regionais e as fazendas do grupo Pagliaroni. Agora a cidade está também direcionada à indústria de calçados masculinos, por estar próxima ao polo calçadista de Franca.
Um novo mercado que vem está em aquecimento no município é o turismo, devido ao enorme potencial da região.

## Turismo

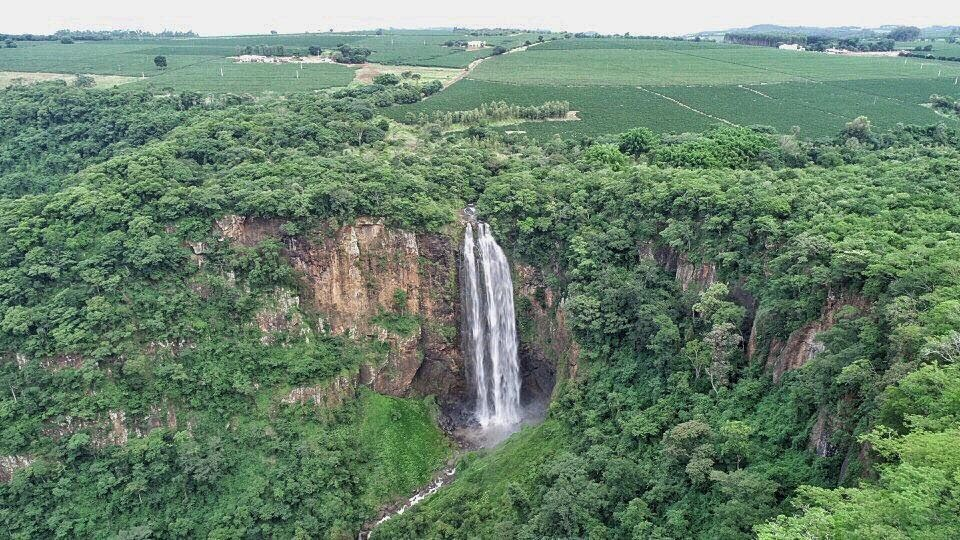
Cascata Grande

Pedregulho está localizado em uma das regiões mais propícias do estado de São Paulo para a prática do ecoturismo. 
A cidade possui três agências receptivas, Turismo Pedregulho, Igaçaba Adventure e Rota 334 Adventure.
São cerca de 82 cachoeiras, entre elas a Cascata Grande sendo a maior queda d'água livre do estado com 126 metros altura e está localizada no Parque Estadual Furnas do Bom Jesus. Também já foram descobertas seis cavernas, duas delas com pinturas rupestres de mais de 4 mil anos.
Existem ainda mais de 150km de trilhas de trekking mapeadas, fazendas centenárias, três estações de trem, locais para prática de mergulho em água doce e rapel na Caverna Buraco Sem Fim.

## Religião
O Cristianismo se faz presente na cidade da seguinte forma:

### Igreja Católica
| Diocese           | Paróquia                |
| ----------------- | ----------------------- |
| Diocese de Franca | Nossa Senhora Aparecida |

A Paróquia Nossa Senhora Aparecida foi criada no ano de 1924
Comunidades
Santa Luzia
São Benedito
São Francisco de Assis
São Pedro
São Sebastião
Nossa Senhora das Graças
São Sebastião
São José

### Igrejas Evangélicas
Entre as igrejas protestantes históricas, pentecostais e neopentecostais, encontram-se na cidade:
- Assembleia de Deus Ministério do Belém.[18][19]
- Congregação Cristã no Brasil.[20]